# Verein Ressource

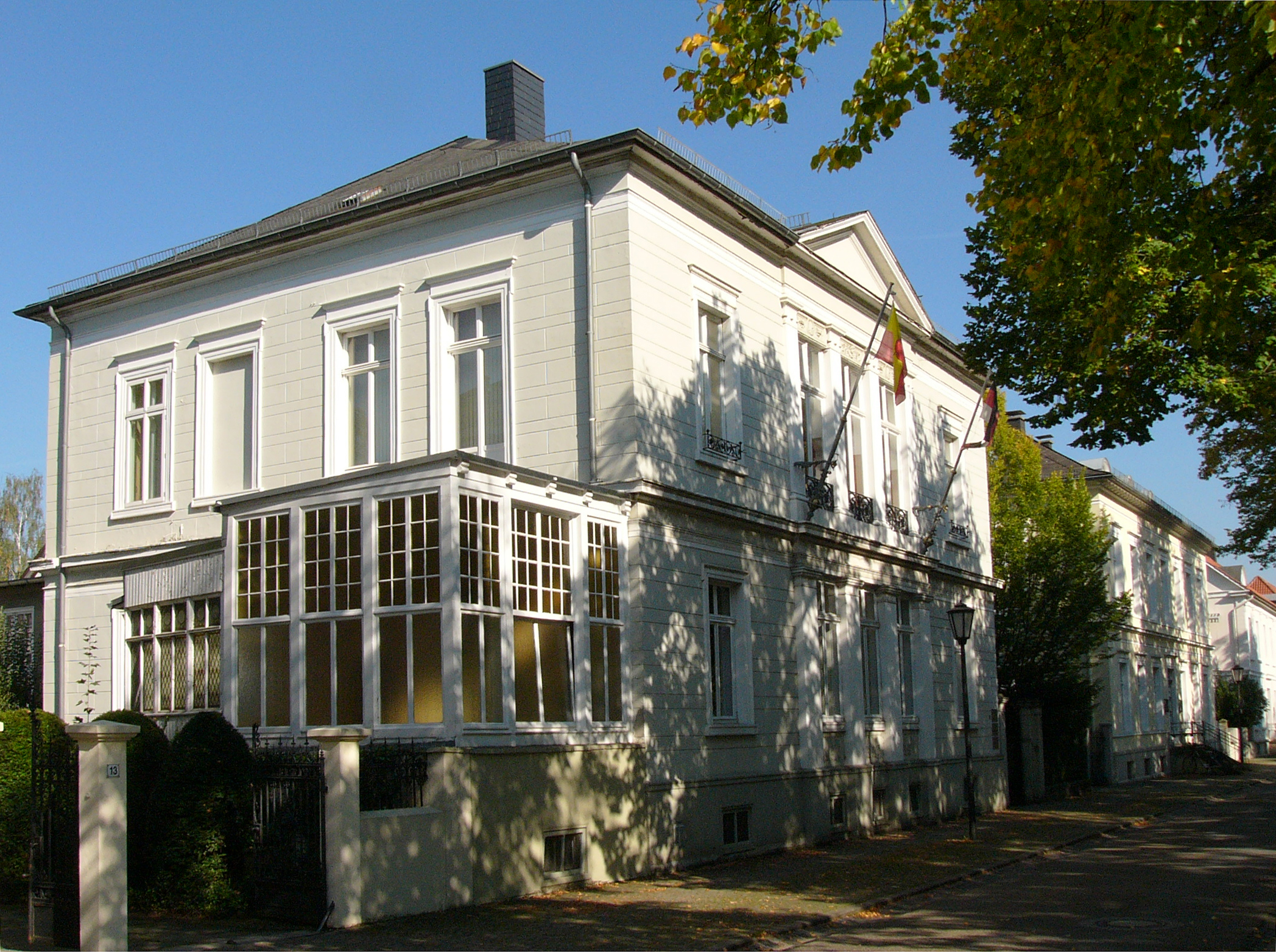
Haus des Vereins an der Allee 11 in Detmold.

Der Verein Ressource ist ein  Verein in Detmold, der im Herbst 1825 als Ressourcen Gesellschaft gegründet wurde. Der Zweck des Vereins ist satzungsgemäß bis heute die Förderung des geselligen Verkehrs seiner Mitglieder. Christian Dietrich Grabbe beschrieb 1827 das Vereinsleben wie folgt:

„Seit drei Wintern erfreut sich das hiesige Publikum eines öffentlichen geselligen Vereins unter dem Namen Ressource. Derselbe besteht aus einer Mehrzahl der Gebildeten und versammelt sich Sonntags Abends in einem geräumigen und geschmackvollen Lokal, um mit Tanz, Spiel und Konversation die Stunden zu erheitern.“

Nach den Akten im Stadtarchiv Detmold trafen sich die Mitglieder anfangs in der Seiffschen Gaststätte in der Neustadt 6. Die Mitgliederzahl wuchs, so dass größere und vor allen Dingen abgeschlossene Räume notwendig wurden. In einem Pachtvertrag von 1831 erwarb sich die Ressourcen Gesellschaft das Recht, im neu erbauten Detmolder Rathaus eine ganze Etage zu benutzen. Die Ressource war der Ausgangspunkt der bürgerlichen Revolution von 1848 in Lippe. In der zweiten Hälfte des 19. Jahrhunderts wurde die Entwicklung der Stadt Detmold und des Landes Lippe von Mitgliedern der Ressource wesentlich beeinflusst.
Ab 1872 wurde vom Verein ein Haus an der Ameide erbaut und am 7. April 1874 fand die erste Generalversammlung im eigenen Hause statt. Am 26. September 1883 brannte das neue Vereinshaus bis auf das Kellergeschoss nieder, wurde jedoch bis Ende 1884 wieder aufgebaut. Mit der Machtübernahme der Nationalsozialisten 1933 war der Bestand des Vereins stark gefährdet. Die Nazis betrachteten ihn als Hort der Reaktion und der Vereinsvorstand beschäftigte sich mit der Frage, die Ressource aufzulösen. Das Haus an der Ameide wurde an die Wehrmacht verkauft und ein Anwesen an der Allee 11 erworben. Im Zweiten Weltkrieg wurden zahlreiche Mitglieder zur Wehrmacht eingezogen und das Vereinsleben kam nahezu zum Erliegen. Nach Kriegsende wurde das Haus von der britischen Besatzungsmacht beschlagnahmt und nach der Freigabe der Lippischen Landesbrandversicherungsanstalt überlassen. Ein kleiner Kreis sorgte 1946 für die Wiederaufnahme des Vereinslebens und konnte schließlich im Herbst 1951 das Haus an der Allee 11 wieder beziehen.
Im Jahr 2000 konnte der Verein sein 175-jähriges Bestehen feiern.